# Боннер (округ)
Бо́ннер (англ. Bonner) — округ в штате Айдахо. Административным центром является город Сандпойнт.

## История
Округ Боннер был основан 21 февраля 1864 года. Округ получил название в честь частного дельца Эдвина Боннера, пустившего по реке Кутенай паром до города Боннерс-Ферри. Паромная переправа стала важным транспортным узлом на пути переселенцев из Уолла-Уолла до золотых приисков и кварцевых месторождений в Британской Колумбии.

## Население
По состоянию на июль 2008 года население округа составляло 41 168 человек. С 2003 года численность населения увеличилась на 5,02 %. Ниже приводится динамика численности населения округа.

## География

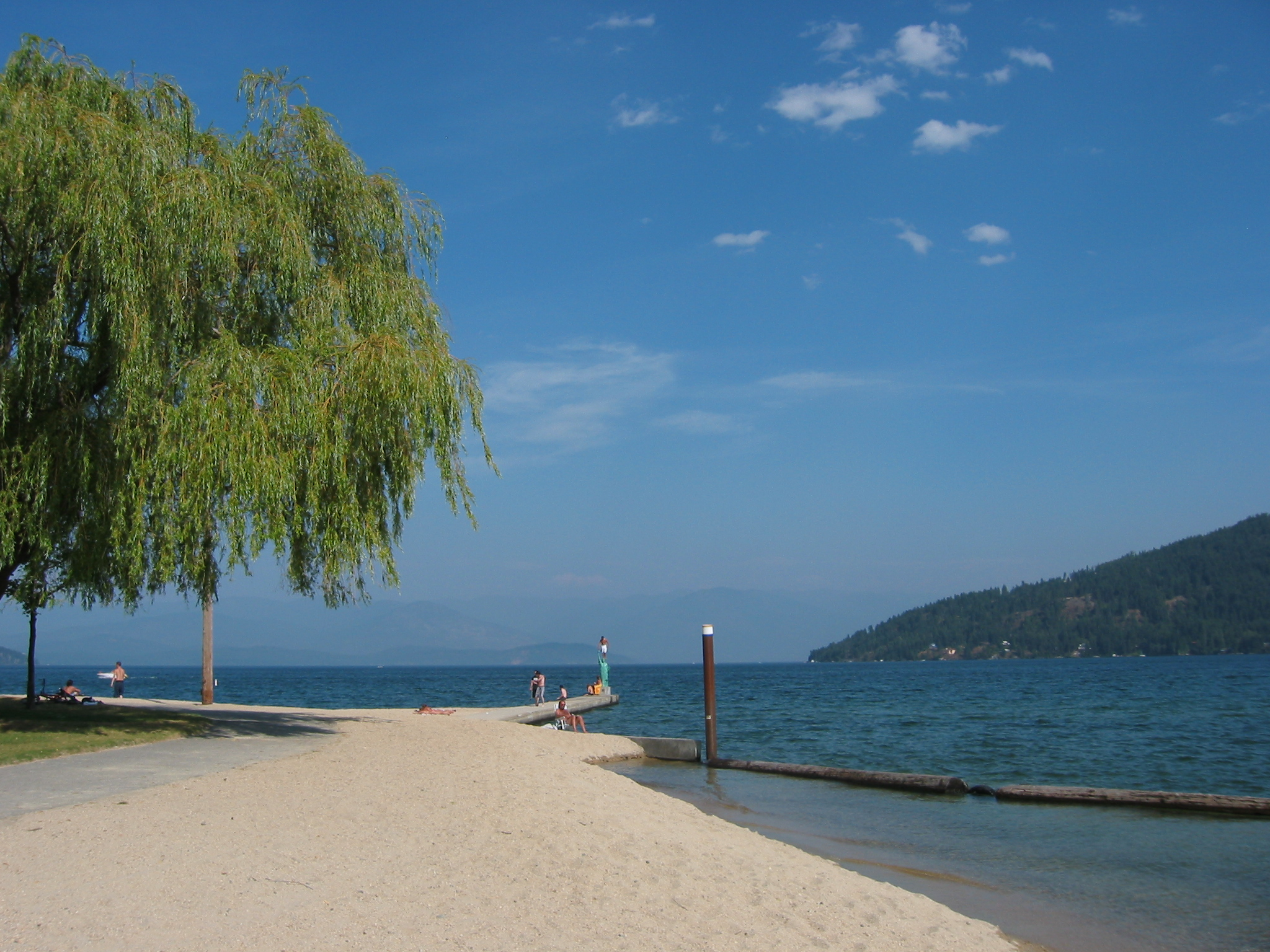
Берег озера Панд-Орей в городе Сандпойнт

Округ Боннер располагается в северной части штата Айдахо, на так называемом «полуострове». Площадь округа составляет 4 972 км², из которых 471 км² (9,47 %) занято водой. В округе находится значительная часть озера Панд-Орей.
|                    | Панд-Орей (Вашингтон) | Баундари                  |  |  |
|                    | север                 | Линкольн                  |  |  |
| Боннер             |                       | Линкольн                  |  |  |
| юг                 |                       | Линкольн                  |  |  |
| Спокан (Вашингтон) | Кутеней               | Сандерс (Монтана), Шошоне |  |  |

## Реки и озёра
- Дамба Альбени-Фолс
- Кларк-Форк
- Коколалла
- Келсо
- Пак
- Панд-Орей (озеро)
- Панд-Орей (река)
- Прист

### Дороги
- — US 2
- — US 95
- — SH-41
- — SH-57
- — SH-200

### Города округа
- Довер
- Ист-Хоуп
- Кларк-Форк
- Кутенай
- Олдтаун
- Пондерей
- Прист-Ривер
- Сандпойнт
- Хоуп

### Достопримечательности и охраняемые природные зоны
- Национальный лес Каниксу (частично)
- Национальный лес Кер-д‘Ален (частично)
- Национальный лес Кутенай (частично)